# Литургия Василия Великого

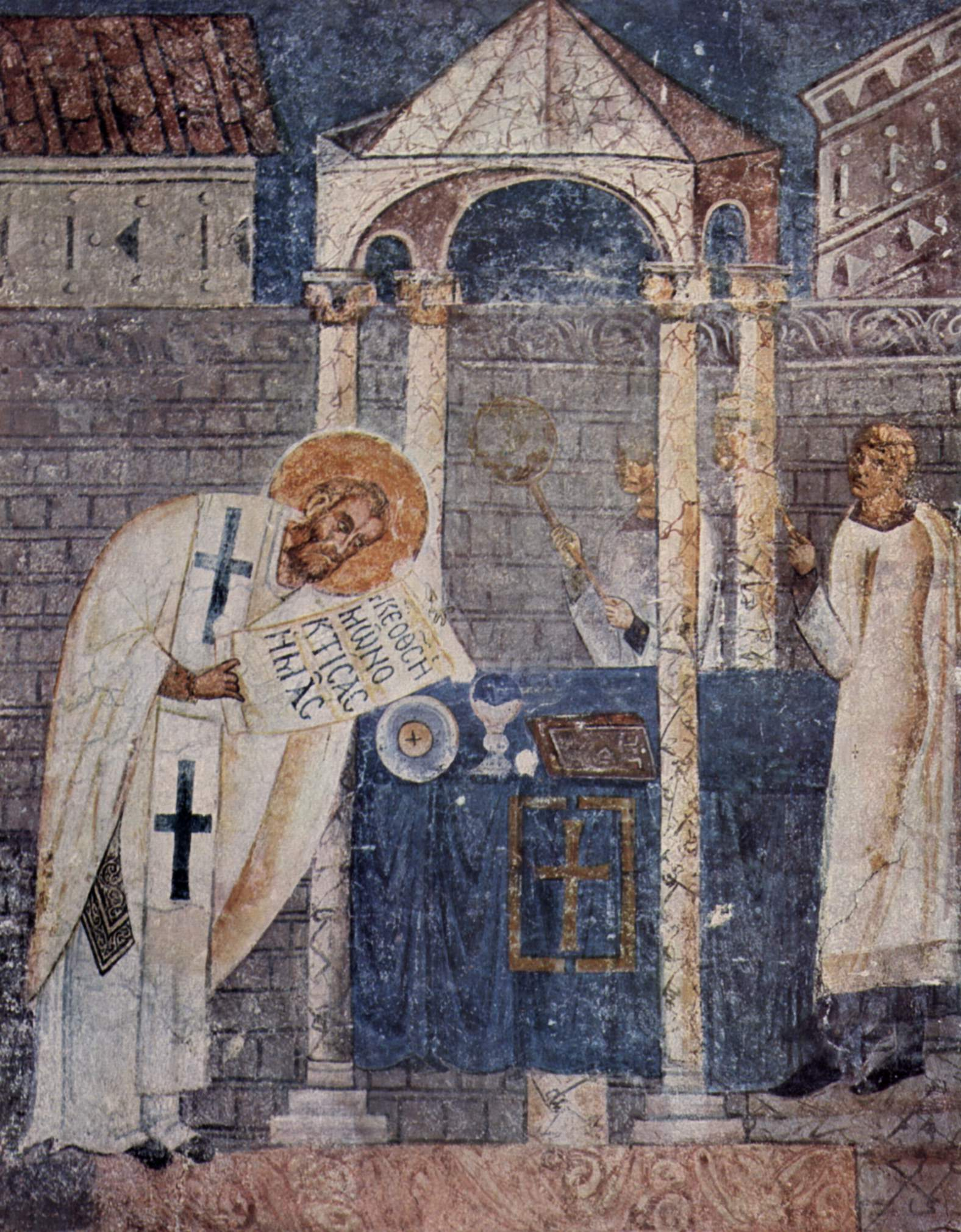
Василий Великий совершает литургию (фреска кафедрального собора в Охриде)

Литурги́я  Васи́лия Вели́кого (др.-греч. Θεία Λειτουργία του Μεγάλου Βασιλείου) — чинопоследование Литургии византийского обряда, которая, согласно Уставу, совершается только десять раз в году. Составление данного чинопоследования традиционно приписывают святителю Василию Великому, архиепископу Кесарии Каппадокийской.

## Порядок совершения
- Возглас священника: «Благословено Царство Отца и Сына, и Святаго Духа, ныне и присно, и во веки веков»
- Ектения («Миром Господу помолимся»): о мире, спасении душ, сем храме, стране, граде, различных категориях людей.
- Антифон («Благослови душа моя Господа»)
- Ектения («Паки и паки»)
- Доксология
- Песнь Иисусу Христу «Единородный Сыне»
- Заповеди блаженства
- Вход с Евангелием
- Трисвятое
- Пожелание мира.
- Прокимен (Псалом Давида)
- Чтение Апостола.
- Чтение Евангелия.
- Отпуст оглашенных.
- Херувимская песнь
- Символ веры
- Милость мира
- Анафора
- Серафимская песнь
- Преложение
- О Тебе радуется или задостойник
- Просительная ектения
- Отче наш
- Причащение духовенства и мирян
- Заамвонная молитва
- Отпуст

## Дни совершения
Литургия Василия Великого совершается в Православной Церкви 10 раз в году:
- день памяти  Василия Великого 1 (14) января;
- навечерия праздников Рождества Христова и Крещения (рис. 1а) или в самый день этих праздников, если их навечерия выпадают в субботу или воскресенье (рис. 1б, в);
- 1, 2, 3, 4 и 5-е воскресенье Великого поста;
- Великий четверг и Великая суббота на Страстной седмице.

## Отличия чина литургии
Порядок, содержание и действие литургии Василия Великого такие же как и у литургии Иоанна Златоуста, но со следующими особенностями:
- на проскомидии и отпусте вместо имени Иоанна Златоуста поминается имя Василия Великого.
- молитва об оглашенных и каждая следующая молитва священника здесь имеет другой текст, как правило, более пространный в 2—4 раза[1];
- песнопения здесь имеют более протяжный напев, чтобы священник успел прочитать тайные молитвы, в частности, первую евхаристическую, которая длиннее примерно в 4 раза по сравнению с соответствующей молитвой литургии Иоанна Златоуста;
- во второй части евхаристической молитвы священник добавляет вслух слова «даде́ святы́м Свои́м ученико́м и апо́столом, рек…» перед возгласами «…приими́те, яди́те» и «…пи́йте от нея́ вси»;
- вместо молитвы «Достойно есть» поётся молитва «О Тебе радуется», за исключением нескольких случаев, описанных в следующем разделе.

## Уставные особенности

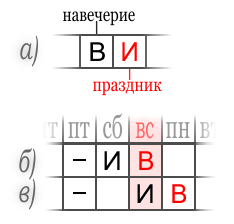
Рис. 1. Порядок совершения литургий Василия Великого и Иоанна Златоуста в дни Рождества Христова или Крещения.
И — литургия Иоанна Златоуста;
В — литургия Василия Великого.
Пустые клеточки подразумевают служение в эти дни литургии Иоанна Златоуста.

1. В некоторые дни совершения литургии Василия Великого «О Тебе радуется» заменяется задостойниками:
  - в Рождество Христово и Крещение Господне, случающиеся в воскресенье или понедельник, поются соответствующие праздничные задостойники;
  - в Великий четверг поётся ирмос 9-й песни канона Великого четверга: «Стра́нствия Влады́чня…»;
  - в Великую субботу поётся ирмос 9-й песни канона Великой субботы: «Не рыда́й Мене́, Ма́ти…».
2. Если навечерия праздников Рождества Христова или Крещения Господня случаются в субботу (рис. 1б) или воскресенье (рис. 1в), то в эти дни служится литургия Иоанна Златоуста, в сами праздники служится литургия Василия Великого, а в пятницу перед ними литургия отменяется.
3. В противном случае в навечерия Рождества и Крещения (рис. 1а), а также в Великие четверг и субботу литургия Василия Великого совершается в соединении с вечерней.